# Siège de Vienne (1529)
Pour les articles homonymes, voir Siège ou bataille de Vienne.
 (avril 2017).
Améliorez-le ou discutez des points à vérifier. 
Première guerre austro-turque
Le siège de Vienne de 1529 est l'un des épisodes les plus marquants des guerres entre l’Empire ottoman et le Saint-Empire.
Il représente l’avance extrême à l’ouest des campagnes militaires ottomanes en Europe et peut être signalé comme celui qui finalement arrêta les forces ottomanes, malgré leur conquête de parties de la Hongrie appartenant à la Maison d'Autriche.

## Contexte

### Expansion ottomane

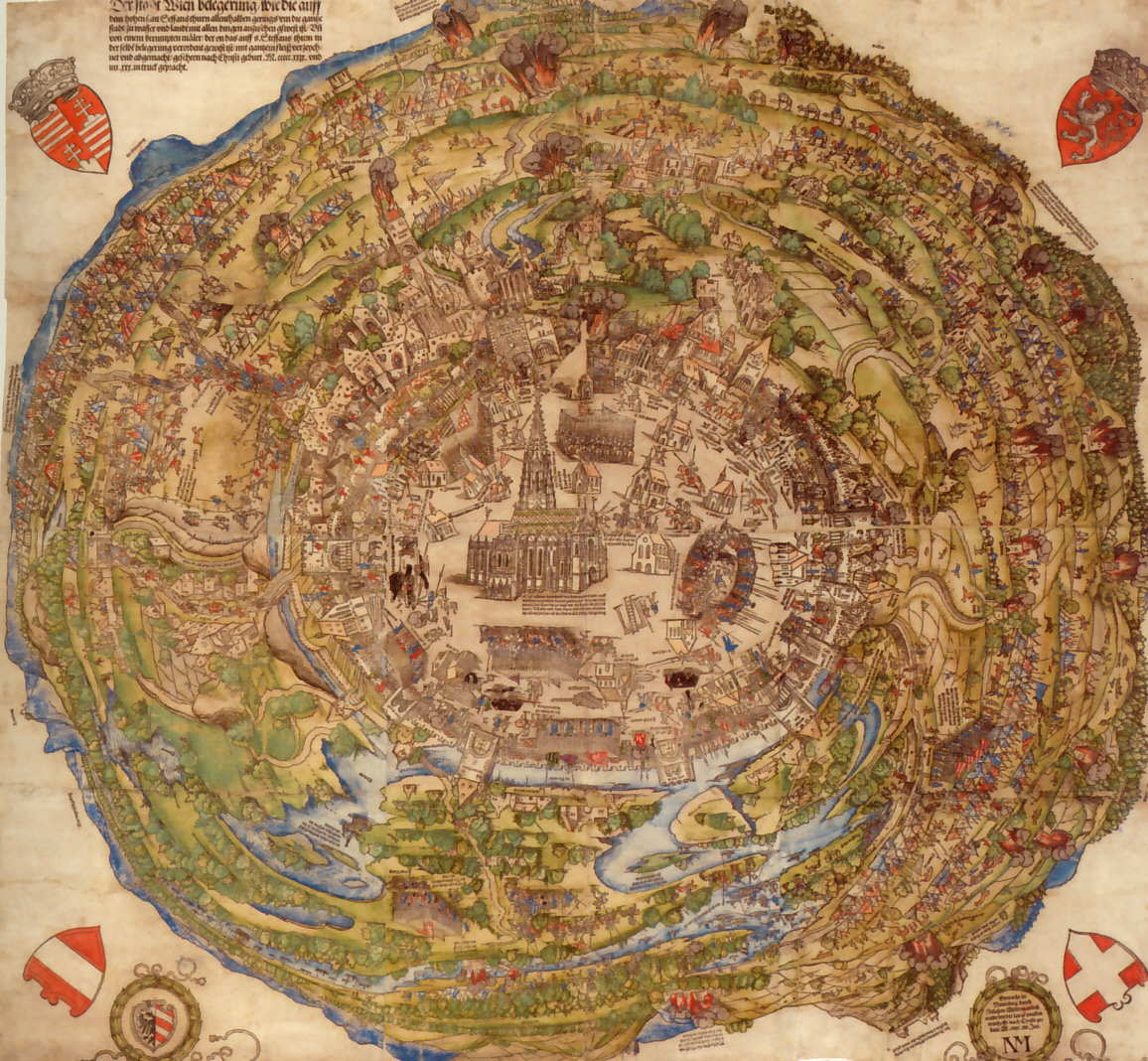
Iconographie de Vienne lors du siège ottoman de 1529.

Le sultan Soliman le Magnifique avait lancé une expansion de son empire: en 1521, il prit Belgrade, en 1522, il s'empara de Rhodes, tenu par l'ordre de Saint-Jean de Jérusalem, en 1526, à la suite de la bataille de Mohács contre les Impériaux et le royaume de Hongrie, il prit Buda et la majeure partie de la Hongrie, en 1527, il prit aux Vénitiens la Bosnie, la Croatie, la Slavonie et la Dalmatie.
Voyant le Saint-Empire comme un ennemi puissant, il avait l’intention de lancer une attaque directement contre Vienne, résidence de l'empereur, le jeune Charles Quint qui, également roi d'Espagne, avait confié la régence de l'empire à son frère cadet. Dans le Saint-Empire, l’archiduc Ferdinand considérait l’avance ottomane ; le reste de l’Europe occidentale faisait de même, même si elle n'était pas toute — notamment le roi de France François Ier — favorable à Ferdinand[réf. nécessaire].
Au printemps de 1529, Soliman mobilisa une armée d’au moins 100 000 hommes et 500 pièces d’artillerie. Il y avait au moins 20 000 janissaires, ainsi que des chevaliers hongrois se battant pour leur nouveau maître. Soliman agit en tant que commandant en chef et nomma son grand vizir Ibrahim comme seraskier, avec la responsabilité de la coordination.
Les pluies de printemps furent particulièrement importantes cette année-là, rendant les routes  boueuses et difficiles pour les centaines de chameaux. Deux cents canons durent rebrousser chemin. Les Turcs comptaient sur les mineurs des Balkans pour abattre les murs de la forteresse[réf. nécessaire].

### Préparatifs du siège à Vienne
La population de la ville réagit avec terreur quand la nouvelle lui parvint des atrocités commises par les forces ottomanes sur les populations civiles mais se transforma en volonté farouche de résister. Déjà en guerre contre la France et la Ligue de Cognac, le jeune empereur était dans l'impossibilité d'accorder une aide quelconque à son frère. Ferdinand partit pour la relative sécurité de la Bohême. Il désigna comme commandant le duc Frédéric qui donna le contrôle de la défense à un mercenaire allemand de 70 ans nommé Nicolas, comte von Salm[réf. nécessaire].
Il vint avec 1 000 lansquenets et 700 mousquetaires espagnols. Prenant charge de la garnison de 23 000 soldats, 2 000 cavaliers et 75 canons il fit renforcer en hâte les murs, de plus de 300 ans. Il ordonna le creusement de magasins à l’épreuve du feu, et des barricades au cas où les murs tomberaient. Afin de ménager les réserves de nourriture, il ordonna à 4 000 femmes, enfants et vieillards de sortir de la ville dans une colonne escortée. Cependant la basse Autriche était sillonnée par les éclaireurs ottomans, la plus grande partie de ce groupe fut massacré, soumis au supplice du pal, les enfants et les jeunes femmes étant réduits en esclavage[réf. nécessaire].

## Déroulement

### Début
L’armée turque arriva en septembre. Une partie était malade et parmi les valides un tiers était de la cavalerie légère donc peu utile pour un siège. Les émissaires furent reçus par von Salm qui refusa de se rendre. Le lendemain 300 canons ouvrirent le feu simultanément, les servants ayant fait de gros efforts pour garder la poudre sèche, mais le résultat fut négligeable. Des flèches enflammées eurent peu d’effet. La réponse fut un raid surprise d’une centaine de cavaliers sous Eck von Reischach, qui tua deux équipes de canonniers avant de retourner dans la sécurité des murs. Le bombardement continua avec toujours aussi peu de résultats et il n’y avait aucun indice d’assaut[réf. nécessaire].

### Guerre de mines

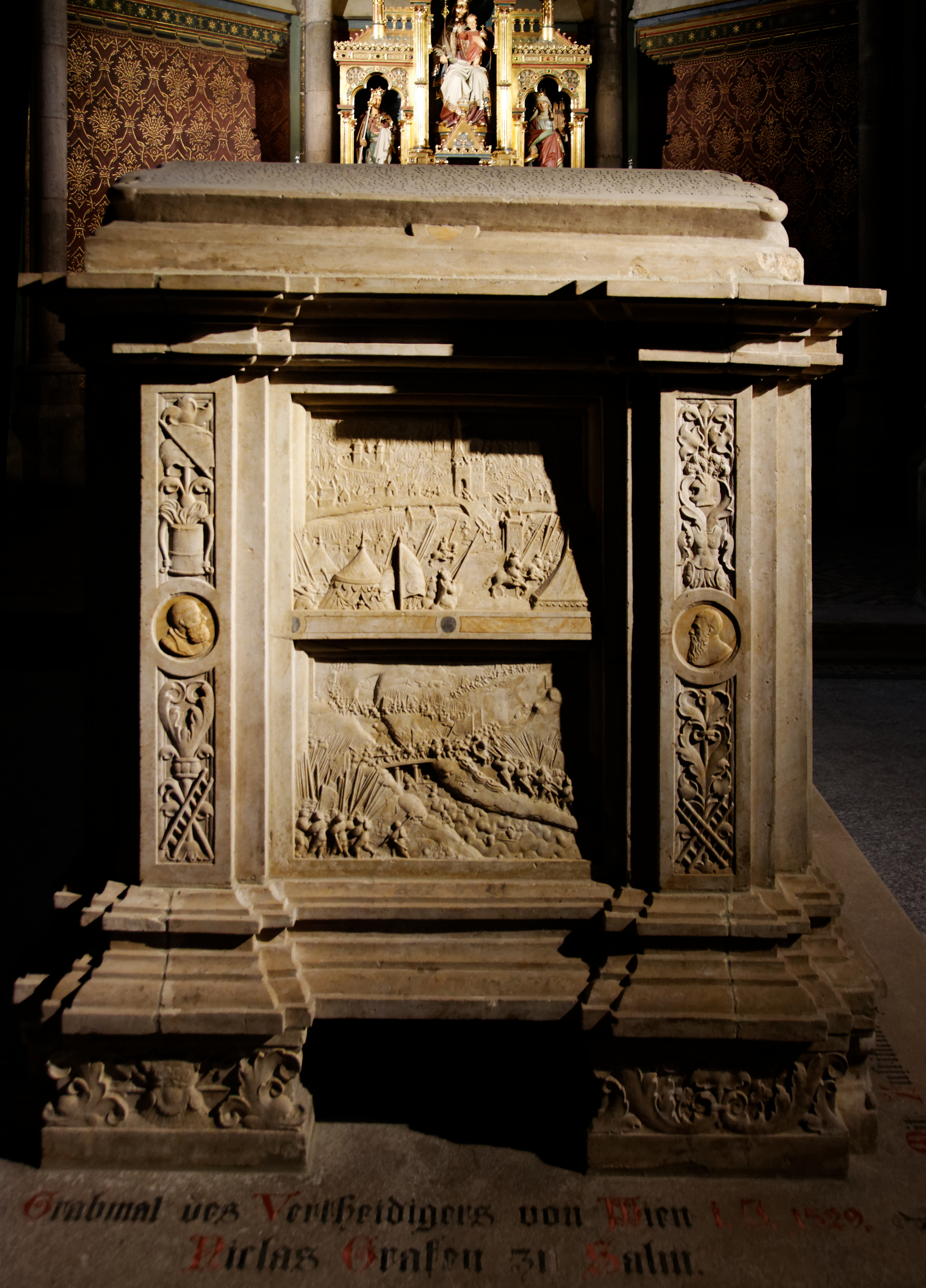
Le tombeau Renaissance de Niklas Salm, dans la Votivkirche (Église Votive) de Vienne, présente des bas-reliefs qui évoquent le siège de 1529

Le 1er octobre, un mineur chrétien qui avait réussi à s’échapper vers la ville, rapporta que le véritable motif de la canonnade était de couvrir les bruits de creusement de tunnels de sape vers la cité. La porte carinthienne, l’une des quatre portes, était apparemment la cible. Niklas Salm, un expert en tunnel, prit rapidement des mesures ingénieuses contre ces efforts, entre autres de placer des seaux d’eau et des pois secs près des celliers proche de la porte. Quand ils bougèrent, une alerte fut donnée et des contre-mineurs commencèrent à creuser, découvrant six tunnels. Certains comportaient déjà des tonneaux de poudre et dans d’autres il y avait encore des mineurs du côté ottoman. Comme l’utilisation de pistolets était impossible, ce fut un combat à l’arme blanche. Ceux qui revenaient étaient couverts de sang. Un baril explosa, tuant des dizaines d'hommes de chaque côté[réf. nécessaire].
La majorité des mines furent découvertes avant que le moindre dégât puisse être fait, mais le creusement continuel épuisa les défenseurs et le 5 octobre deux mines explosèrent près de la porte du sel, laissant assez de place pour qu’une compagnie de soldats puisse y pénétrer. Les janissaires s’y engouffrèrent mais ils furent accueillis par les piquiers et durent faire retraite après de fortes pertes. La nuit suivante les Impériaux répliquèrent lors d'un nouvel assaut. Des dizaines ou peut-être des centaines de volontaires portant des capes noires et des bombes artisanales sortirent en silence pour se glisser jusqu’au camp ottoman, les jetèrent sur les tentes avant de s’enfuir. Deux mille Turcs périrent dans leur sommeil. Le combat continua sans répit. Une autre explosion à la porte de Carinthie provoqua une attaque des janissaires qui fut repoussée par les arquebusiers et les guerriers bohémiens avec des épées à deux mains[réf. nécessaire].

### Fin
Le 11 octobre, la pluie continuait et des chameaux tombèrent malades. Les Viennois commençaient à monter des canons sur les toits y compris les « royaux » qui avaient une plus longue portée que ceux des Turcs. La nourriture des assiégeants se faisait rare. Beaucoup  de soldats turcs étaient malades à cause de la pluie ininterrompue. Soliman tint un conseil de guerre et il fut décidé d'un assaut final[réf. nécessaire].
Le 14 octobre l’attaque commence avec le seraskier, Ibrahim menant la charge personnellement vers la porte carinthienne avec les bachi-bouzouks, une milice, suivi des janissaires, qui, pour la première fois, avaient une promesse de butin alors qu’ordinairement la ferveur devait suffire. Soliman ordonna l’attaque trois fois sans tenir compte des pertes. Salm vint lui-même pour participer mais fut immédiatement blessé grièvement et mourut sept mois plus tard. Soliman ordonna la levée du siège le 16 octobre. Le retour de l'armée turque démoralisée fut éprouvant : beaucoup de soldats, déjà malades, moururent épuisés, d'autant plus que les routes boueuses étaient devenues quasiment impraticables.

## Sources
- (en) Stephen Turnbull, The Ottoman Empire 1326-1699, Oxford, Osprey Pub., coll. « Guide to », 2008, 5e éd., 95 p. (ISBN 978-1-841-76569-3, OCLC 1014552793).
- Jan von Flocken, « Le premier siège de Vienne », Die Welt,‎ 21 novembre 2015, traduit dans le Courrier international
- " The siege of Vienna by the Turks " par August Schimmer, John Murray Albemarle Street London 1847.
- Karl August Schimmer, The Sieges of Vienna by the Turks

### Filmographie
- 1529, le siège de Vienne, film documentaire de Jan N. Lorenzen et Hannes Schuler, Allemagne, 2006, 50